# 国家机密
国家机密是指在国家层面上不宜公开的消息，一般涉及到重大国家安全、政治、经济、军事等国家利益，通常由政府、军队的高级官员以及國會議員等掌握。

## 保密原因
- 維持國家領先優勢：尤其是軍用技術，使國家保持領先
- 秘密行動、特别勤务
- 保持信息垄断，例如中国大陆的个人档案也列入国家秘密的范围
- 保证一些国家重要活动如大型考试的正常运作
- 穩定國家統治：醜聞和外部威脅會影響統治，造成社会不稳定

## 機密類型
以下為一般可知的機密類型：
- 軍用技術
- 軍事部署
- 間諜管理
- 外交關係
- 國家威脅：如恐怖分子正在實施的襲擊計劃，國內重大設施故障等
- 经济动态
- 國家醜聞：如六四事件、甘迺迪遇刺案等

## 機密管理

### 人員管理
涉密人員在接手涉密職務後，會要求在保密責任文件上簽字。國家部長級官員，如果想轉投商界或機密相關行業，一般國家會設立一定年期（以國家機密失去意義的年期為限），使之不能轉投相關行業，並給予相應的金錢補償。

### 分級管理
一般最少有絕密和機密兩級。

### 解密處理
一些消息已經沒有機密價值、或社會需要消息作新聞、歷史、民用技術等應用，政府會在一定年期內對國家機密解密。
- 解密後的消息，新聞界會爭相挖掘以求更多新聞價值，工程學界就會利用技術消息使自身的技術與之同步。
- 解密能刺激產業的發展，討論和利用這些消息的個人或團體都不會觸犯保護國家機密的法律。

### 法律管理

#### 中華人民共和國
《保守國家機密暫行條例》，於1951年6月1日中央人民政府政务院第八十七次政務會議通過，6月7日報請中央人民政府主席毛泽东批准，6月8日政務院命令公布。《中华人民共和国保守国家秘密法》，于1988年9月5日第七届全国人民代表大会常务委员会第三次会议通过，同日中国国家主席杨尚昆签署中华人民共和国主席令第六号公布，自1989年5月1日起施行時，《保守国家机密暂行条例》同时废止。2010年4月29日，第十一届全国人民代表大会常务委员会第十四次会议修订《中华人民共和国保守国家秘密法》，10月1日起施行。

#### 中華民國
2003年1月14日，中華民國立法院制定《國家機密保護法》，2月6日由總統公布之，同年9月26日行政院令發布定自10月1日施行。該法第二條對於國家機密定義為，指為確保國家安全或利益而有保密之必要，對政府機關持有或保管之資訊，經依本法核定機密等級者。依照該法律第四條，將機密資料分為機密、極機密和絕對機密三種。